# Unión Deportiva Río Blanco
Unión Deportiva Río Blanco, in der Regel nur als Río Blanco bezeichnet, war ein Fußballverein aus der im mexikanischen Bundesstaat Veracruz gelegenen Stadt Río Blanco.

## Geschichte
Nachdem der 1898 gegründete Orizaba Athletic Club, dessen vorwiegend von schottischen Spielern gebildete Fußballmannschaft in der Saison 1902/03 erster Meister von Mexiko wurde, bereits um das Jahr 1904 auseinandergefallen war, stand Orizaba ein volles Jahrzehnt ohne Fußballverein da. Die Wiederbelebung der örtlichen Fußballszene im Jahr 1914 wurde ausgerechnet in dem westlich von Orizaba gelegenen Vorort Río Blanco durch das Erscheinen des Franzosen Raoul Bouffier eingeleitet. Monsieur Bouffier, der hierher gekommen war, um eine Stelle im Management der örtlichen Textilfabrik anzutreten, die bei ihrer Eröffnung im Jahr 1892 die größte von ganz Lateinamerika war, war ein leidenschaftlicher Fußballspieler, dem es gelang, die darbende Fußballszene von Orizaba wiederzubeleben. Dies war die Geburtsstunde des UD Río Blanco, dessen Mannschaft in der Anfangszeit fast ausschließlich aus Mitarbeitern der besagten Fabrik bestand. 
Nur wenige Monate später wurden im benachbarten Orizaba zwei weitere Fußballvereine gegründet. Weil die drei auf engstem Raum existierenden Vereine sich auch in anderer Hinsicht voneinander unterschieden, war die lokale Fußballszene schon früh durch interessante Rivalitäten gekennzeichnet. Während der Club Cervantes von Spaniern dominiert wurde und die Mannschaft des A.D.O. mehrheitlich aus Mexikanern bestand, war der UD Río Blanco durch eine Nationalitätenmischung gekennzeichnet; denn hier spielten sowohl Mexikaner als auch Spanier, Franzosen und Elsässer.
Über weite Strecken stellte Río Blanco das stärkste Team und gewann in der Saison 1934/35 die Staatsmeisterschaft von Veracruz. Doch schon bald wurde der Verein von der A.D.O. und der 1932 gegründeten Union Deportiva Moctezuma de Orizaba sportlich abgehängt, weil er nach dem Weggang von Bouffier nicht mehr die erforderliche Unterstützung erhielt und die Mannschaft schließlich auseinanderfiel. Doch der Einfluss von Raoul Bouffier und des UD Río Blanco auf die Entwicklung des Fußballsports in Orizaba sind von nicht zu unterschätzender Bedeutung.